# Erzsébet Baerveldt
Erzsébet Baerveldt (Nijmegen, 30 juni 1968) is een Nederlands beeldhouwer, schilder, fotograaf en videokunstenaar.

## Leven en werk
Baerveldt studeerde aan de Koninklijke Academie voor Kunst en Vormgeving in 's-Hertogenbosch (1986-1990) en vervolgens aan de Rijksakademie van beeldende kunsten (1991-1993) in Amsterdam. De kunstenares werd geboren als Sharon Baerveldt. Ze liet in 1993 haar voornaam officieel wijzigen vanuit haar fascinatie voor gravin Erzsébet Báthory (1560-1614). Báthory was een Hongaarse seriemoordenaar die graag baadde in bloed en wel 'gravin Dracula' wordt genoemd. De vereenzelviging met Báthory inspireerde Baerveldt ook tot een fysieke verandering en het maken van een aantal kunstwerken. Baerveldt maakt onder meer plastieken, portretten en videokunst, waarbij ook alchemie en religie een inspiratiebron vormen.
Baerveldt won in 1996 de Charlotte Köhler Prijs en een jaar later de tweede prijs voor beeldhouwen bij de Prix de Rome. Haar werk is opgenomen in de collecties van onder meer Stadsgalerij Heerlen, Museum voor Religieuze Kunst, SCHUNK, Van Abbemuseum, het Stedelijk Museum Amsterdam en de kunstcollecties van de Achmea, Akzo Nobel en de KPN.

## Werken (selectie)
- Beeld van René Descartes (2000), landgoed Endegeest, Oegstgeest
- Mary go round (2003), Renswoude
- Beeld van Spinoza (2004), collectie Achmea[4]
- In Renswoude wordt men het over zaken wel eens (2008), Renswoude
- Beeld van admiraal Jan Hendrik van Kinsbergen (2008), Apeldoorn
- Beelden van Newton en Rembrandt, Drachten

## Galerij

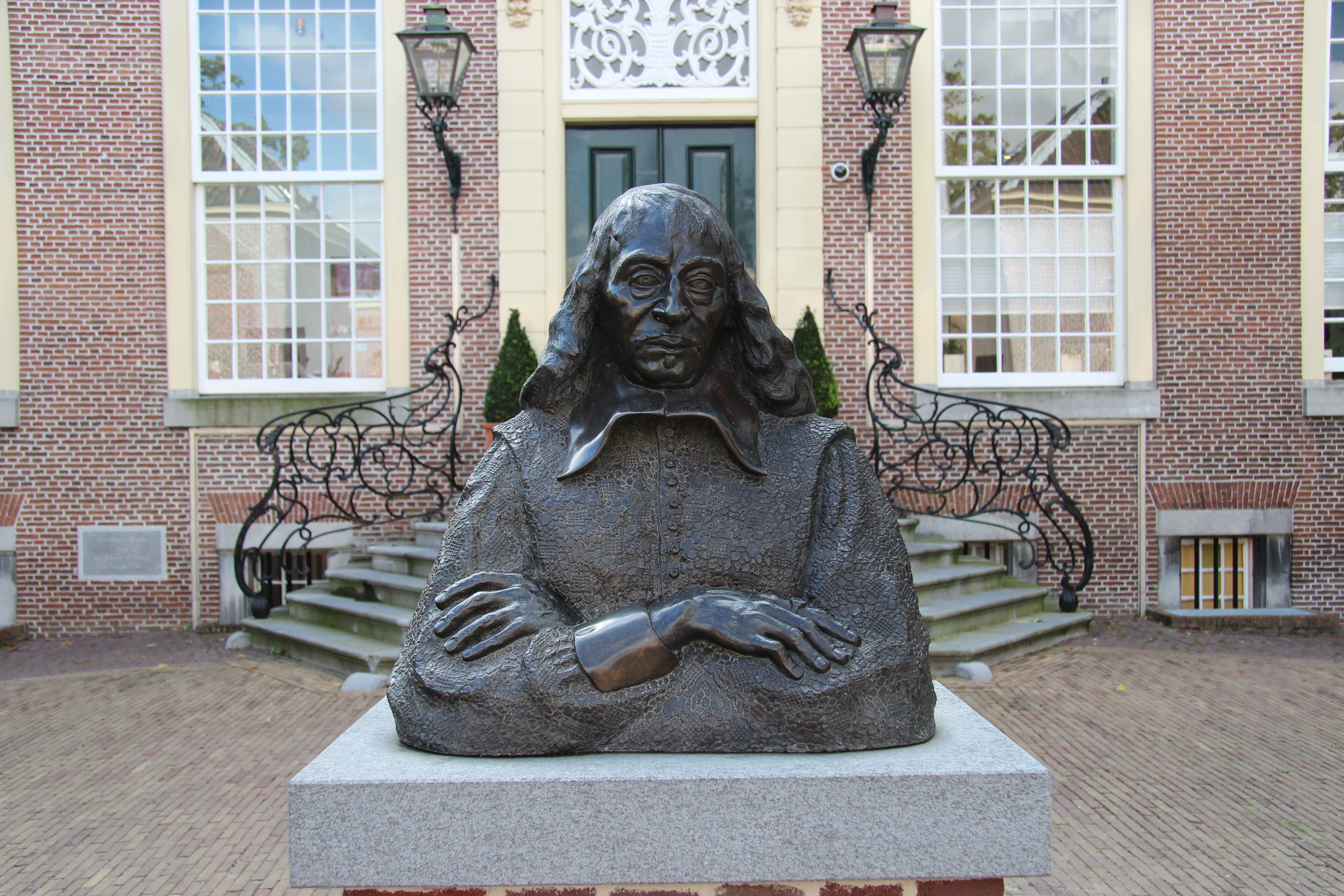
Descartes
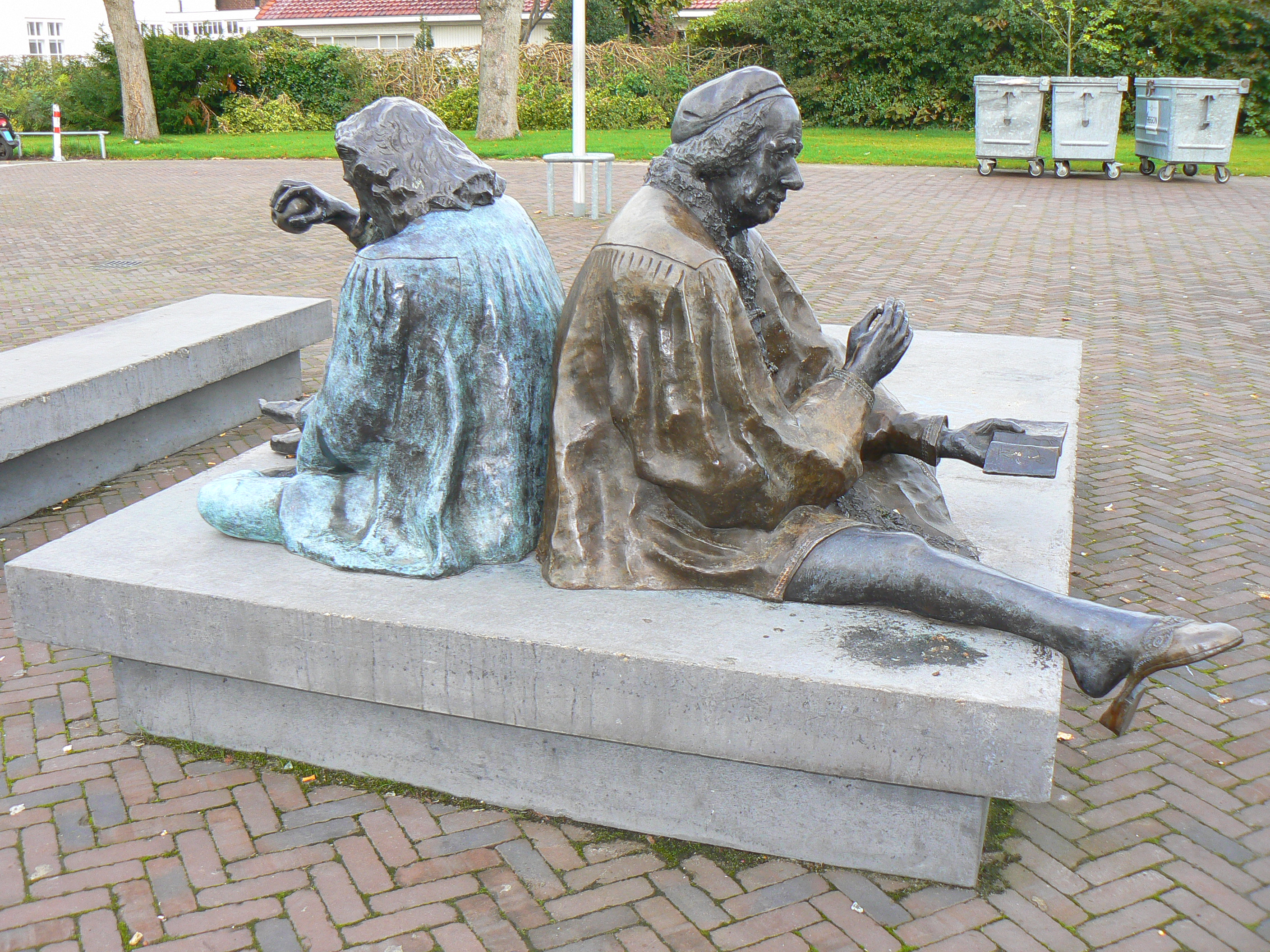
Newton en Rembrandt
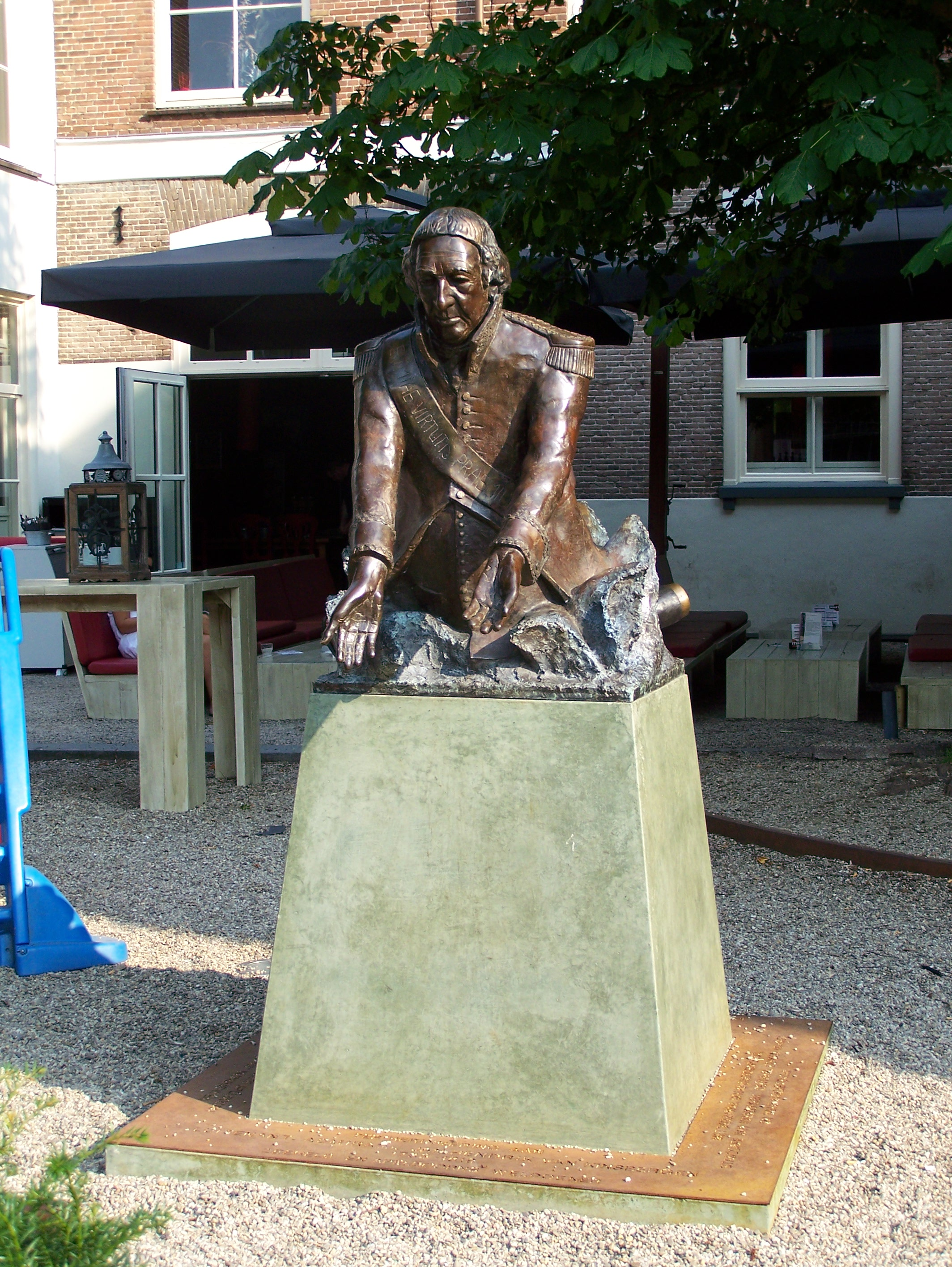
Admiraal Van Kinsbergen

- Bibsys: 3031145
- Gemeinsame Normdatei: 1123171920
- International Standard Name Identifier: 0000 0000 4587 4036
- Library of Congress Control Number: no2002031495
- Nationale en Universitaire bibliotheek Zagreb: 000461345
- Nederlandse Thesaurus van Auteursnamen: 162286236
- RKD-Nederlands Instituut voor Kunstgeschiedenis: 3509
- Union List of Artist Names: 500388970
- Virtual International Authority File: 152149196255674790421